# Metochien

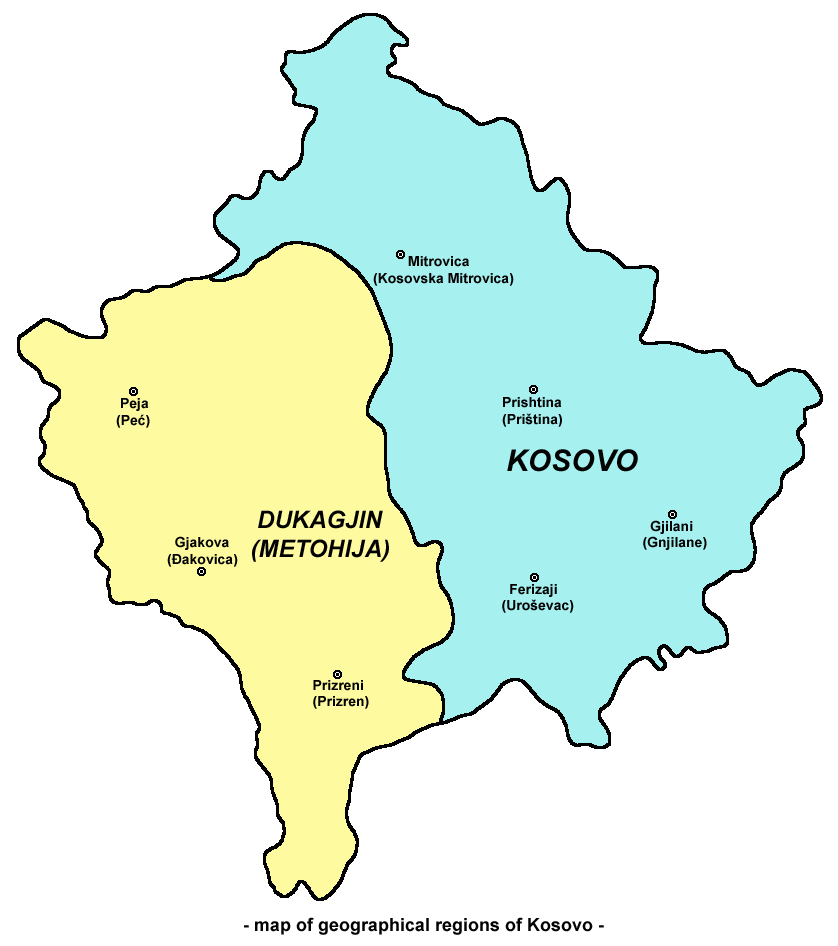
Metochien (gelb) innerhalb des Kosovo

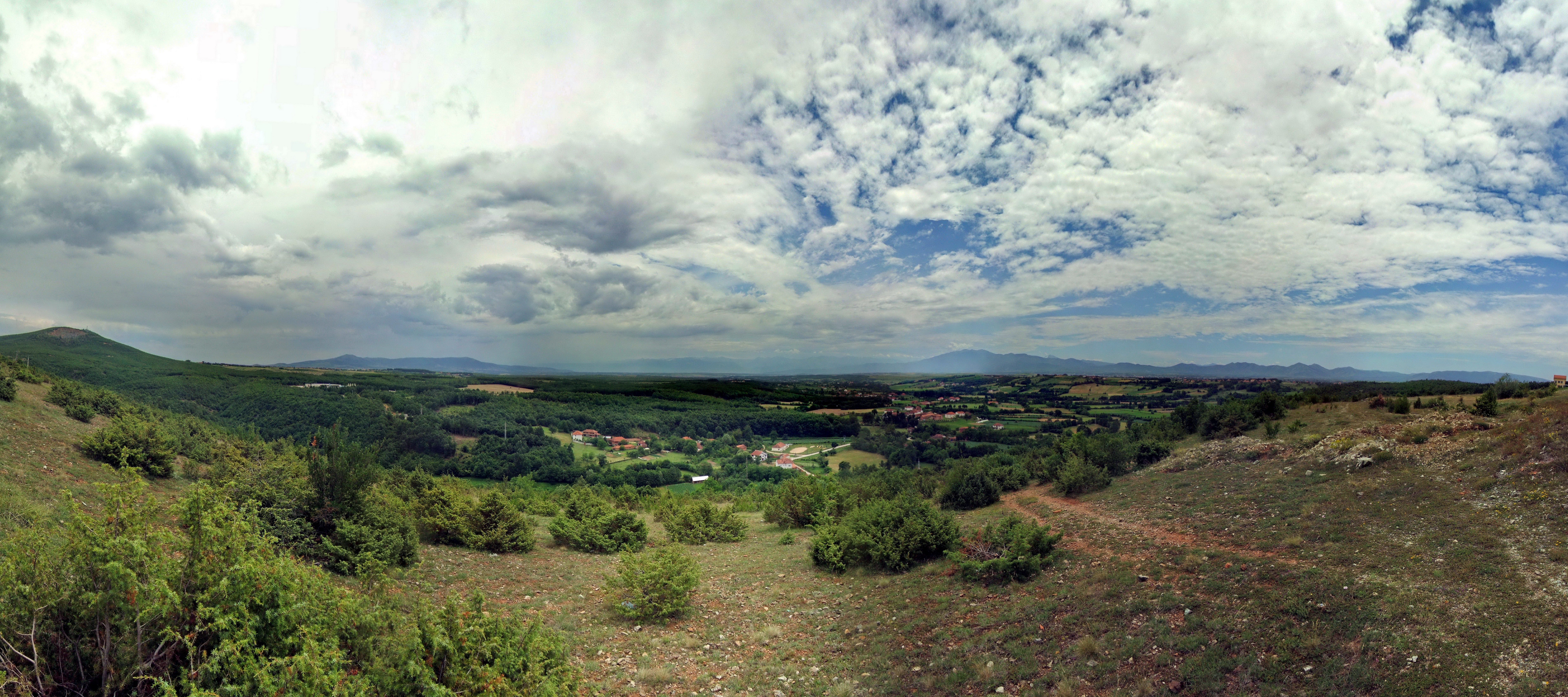
Blick über die Ebene beim Radonjić-See

Metochien ist eine Region auf dem westlichen Balkan, die den westlichen Teil des Kosovo umfasst. Ihre Bezeichnung im offiziellen Sprachgebrauch Serbiens lautet serbisch Метохија Metohija, während sie auf albanisch Rrafsh/i i Dukagjinit oder kurz Dukagjin bzw. Dukagjini genannt wird. Die offizielle serbische Bezeichnung für das Kosovo lautet „Autonome Provinz Kosovo und Metochien“ (Autonomna pokrajina Kosovo i Metohija). In der Verfassung der Republik Kosovo, die 2008 ihre Unabhängigkeit von Serbien erklärte, wird Metochien hingegen nicht erwähnt.

## Geographie
Das Gebiet Metochiens ist ein von hohen Gebirgen umgebenes Tiefland. Es ist im Osten durch den Crnoljeva, einen niedrigen Gebirgszug, vom Amselfeld (Kosovo polje) getrennt.
Metochien oder Rrafsh i Dukagjinit besteht im serbischen Verständnis aus den Bezirken Peć und Prizren und hat eine Fläche von 3340 Quadratkilometern. Die Bevölkerung belief sich 2002 auf 790.272, oder 40 Prozent der Gesamtbevölkerung des Kosovo von 1.956.194. Inoffizielle Hauptstadt (Zentrum und größte Stadt) ist Prizren. Metochien ist an der breitesten Stelle 23 Kilometer breit und etwa 60 Kilometer lang. Die durchschnittliche Meereshöhe beträgt 550 Meter. Der Hauptfluss ist der Weiße Drin, einer der Arme des Drin. Eingekreist ist die Region vom Gebirge Mokra Gora im Norden, des Prokletije oder Bjeshkët e Nemuna im Westen, der Šar Planina im Süden und der Drenica im Osten, welches auch die ungefähre Grenze zum Amselfeld bildet.
Gemäß kosovarischer Auffassung besteht Metochien aus den Bezirken Peja, Gjakova und Prizren und macht eine Fläche von 4471 Quadratkilometern aus. 

## Geschichte
Die Bezeichnung leitet sich vom griechischen metochi (mittelgriechisch μετοχή ‚klösterliche Gemeinschaft‘) ab und knüpft an die mittelalterlichen klösterlichen Gemeinschaften, die einen Großteil des Landes in dieser Gegend Kosovos besaßen. Entstanden ist die Bezeichnung im 19. Jahrhundert, als das Gebiet noch zum Osmanischen Reich gehörte. Die früheren serbischen Bezeichnungen für Metochien waren Hvosno für die nördlichen, Patkovo für die mittleren und Prizrener Land für die südlichen Gebiete. 
Die Landschaft, die im Mittelalter noch nicht den Namen Metohija trug, war in mehrere Župe (Gaue) gegliedert. Um 1180 geriet das Gebiet unter die Herrschaft der Nemanjiden. Metochien war das am weitesten entwickelte Gebiet im mittelalterlichen Serbien. In Metochien befanden sich zwei Bischofssitze, der Sitz des serbisch-orthodoxen Erzbischofs in Peć, sowie zahlreiche Klöster, Kirchen und Märkte. In Prizren, einem bedeutenden Handels- und Gewerbezentrum, befand sich einer der Höfe des serbischen Zaren.
Der Begriff „Metochien“ wurde offiziell in Serbien erst seit 1945 verwendet. Der serbische König Petar sprach in einer Proklamation „An das serbische Volk“ bei der Beendigung des Zweiten Balkankriegs von „Altserbien“, womit alle von Serbien und Montenegro in den Balkankriegen eroberten Gebiete gemeint waren. Österreichische Quellen des 17. Jahrhunderts bezeichnen mit „Altserbien“ und „Türkisch-Serbien“ die vormals serbischen Länder im Osmanischen Reich, einschließlich des Kosovo und Metochiens.
Nach dem Sieg über das Osmanische Reich in den Balkankriegen wurde das Gebiet zwischen Serbien und Montenegro aufgeteilt, die Umgebung der Städte Peć und Đakovica fiel an Montenegro.
Im Königreich SHS, seit 1929 Jugoslawien, gehörte das Gebiet zur Zetska banovina.
Das erste offizielle Dokument, in dem der Name Metohija zum Teil auftaucht, ist das Protokoll der II. Tagung des AVNOJ am 29. September 1943; dort wurde die Schaffung eines „Autonomen Gebiets Kosmet“ (Abkürzung für Kosovo-Metohija, siehe BiH für Bosna i Hercegovina) beschlossen. Das Gebiet gehörte zu diesem Zeitpunkt zum erst italienischen, dann deutschen Satellitenstaat Großalbanien. Um die Kosovo-Albaner für den Partisanenkampf einzunehmen, stellten Vertreter der KPJ nach der Konferenz von Bujan im Januar 1944 eine Vereinigung des ganzen Kosovo mit Albanien in Aussicht und sprachen in deren Abschlussdokument von „Kosovo und der Dukagjin-Ebene“. Die Beschlüsse der Konferenz wurden auf Verlangen Titos aber rückgängig gemacht und das Gebiet wurde im November 1945 als Bestandteil des Autonomen Gebiets Kosmet (seit 1963 Autonome Provinz Kosmet) im serbischen Staatsverband an Jugoslawien angeschlossen. Die Albaner lehnten die Bezeichnung ab, weil sie an den umfangreichen serbischen Kirchenbesitz in Metochien erinnerte und das Gebiet vorher nie so geheißen hatte. Nach der Entmachtung des jugoslawischen Innenministers Aleksandar Ranković wurde die Provinz 1967 in Kosovo umbenannt. Serben, die mit der von Tito verfolgten Kosovo-Politik nicht einverstanden waren, verwendeten seitdem bewusst den Terminus „Kosmet“. In den 80er Jahren verwendete auch die Serbisch-Orthodoxe Kirche in einem an die serbische Regierung gerichteten „Appell zum Schutz der geistigen und biologischen Existenz der Serben im Kosovo“ den Begriff „Metochien“ nicht. Im SANU-Memorandum von 1986 wurde jedoch wiederholt von „Kosovo und Metohija“ gesprochen. Im Zuge der 1989 und 1990 in Serbien vorgenommenen Verfassungsänderungen, mit denen die Autonomierechte des Kosovo weitgehend aufgehoben wurden, erhielt die Provinz wieder den voll ausgeschriebenen Namen „Kosovo-Metohija“.
Seit 2008 ist Metochien Teil der Republik Kosovo.

## Städte
- Deçan/Dečani
- Gjakova/Đakovica
- Istog/Istok
- Rahovec/Orahovac
- Pejë/Peć
- Junik
- Prizren
- Suhareka/Suva Reka
- Klina
- Malisheva/Mališevo